# سوزي رووي
سوزي رووي (1987 - ) (بالإنجليزية: Susie Rowe)‏ هي لاعبة كريكت بريطانية.

## وصلات خارجية
- سوزي رووي على موقع إي آس بي آن كريك إنفو (الإنجليزية)